# Francesco Maria Correale di Terranova
Francesco Maria Correale, conte di Terranova, patrizio di Sorrento (Napoli, 29 luglio 1801 – Napoli, 9 gennaio 1884), è stato un imprenditore e politico italiano.
Discendente dell'antica famiglia Correale, originaria di Scala, dove se ne ha notizia fin dal 1274, figlio di Vincenzo e di Laura Mormile, ha preso parte ai moti anti-borbonici e ha fatto parte del Parlamento napoletano.